# Райдер, Дадли, 2-й граф Харроуби
Дадли Райдер, 2-й граф Харроуби (англ. Dudley Ryder, 2nd Earl of Harrowby; 19 мая 1798 — 19 ноября 1882) — британский пэр и политик. Он носил титул учтивости — виконт Сэндон с 1809 по 1847 год.

## Происхождение и образование
Родился 19 мая 1798 года в Лондоне. Сын Дадли Райдера, 1-го графа Харроуби (1762—1847), и его жены леди Сюзанны Левесон-Гоуэр (1772—1838), дочери Гренвиля Левесон-Гоуэра, 1-го маркиза Стаффорда. Он получил образование в колледже Крайст-Черч в Оксфордского университета.
Он был офицером Стаффордширского йоменри, получил чин лейтенанта Стаффордского отряда 20 декабря 1819 года и получил звание капитана 26 марта 1826 года. Он подал в отставку в марте 1831 года.

## Политическая карьера
Виконт Сэндон заседал в Палате общин Великобритании от Тивертона (1819—1831) и Ливерпуля (1831—1847). Занимал должности лорда адмиралтейства в 1827 году и секретаря Контрольного совета в правительстве лорда Грея в 1830—1831 годах.
26 декабря 1847 года после смерти своего отца Дадли Райдер унаследовал титул 2-го графа Харроуби, став членом Палаты лордов. В 1855 году он получил посты канцлера Ланкастерского герцогства и члена Тайного совета в правительстве лорда Палмерстона. С 1855 по 1858 год — лорд-хранитель Малой печати.
В 1859 году граф Харроуби был награждён Орденом подвязки. Он также трижды был президентом Королевского статистического общества (1840—1842, 1849—1851, 1855—1857), председателем комиссии Мейнута и членом других важных королевских комиссий.

## Брак и дети

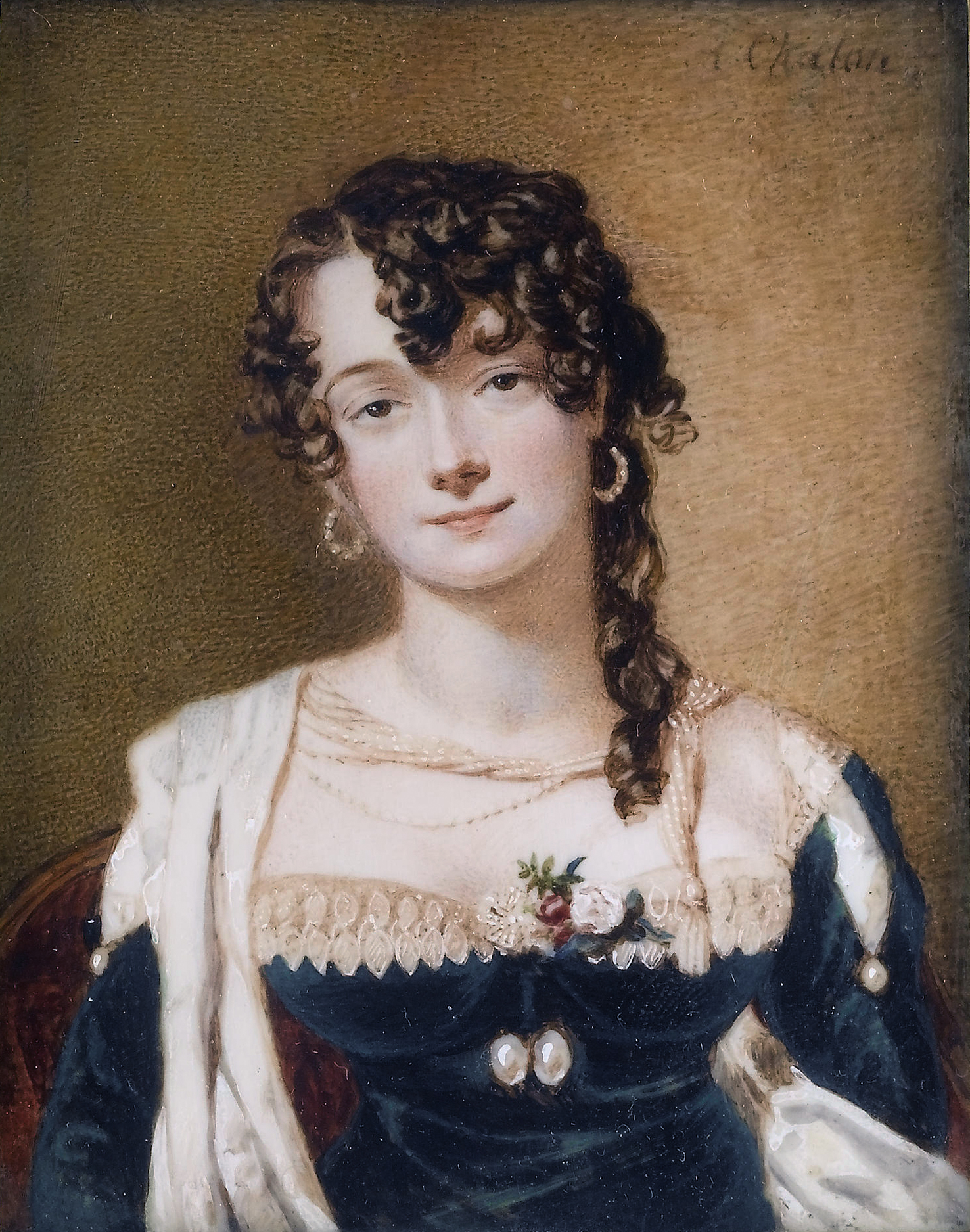
Фрэнсис Стюарт, супруга Дадли Райдера, 2-го графа Харроуби

15 сентября 1823 года лорд Харроуби женился на леди Фрэнсис Стюарт (? — 29 марта 1859), дочери Джона Стюарта, 1-го маркиза Бьюта (1744—1814), и его второй жены Фрэнсис Куттс (1773—1832). У них было два сына:
- Дадли Фрэнсис Стюарт Райдер, 3-й граф Харроуби (16 января 1831 — 26 марта 1900), старший сын и преемник отца.
- Генри Дадли Райдер, 4-й граф Харроуби (3 мая 1836 — 11 декабря 1900).

## Смерть
Леди Харроуби умерла в марте 1859 года. Лорд Харроуби оставался вдовцом до своей смерти в Сэндон-холле 19 ноября 1882 года в возрасте 84 лет. Графство и другие титулы ему унаследовал его старший сын Дадли.